# Hadler Sagenweg
Der Hadler Sagenweg gibt an 32 Stationen auf bestehenden Radwegen, wie beispielsweise dem Radwanderweg TEWA (Vom Teufelsmoor zum Wattenmeer), kurze Hörspiele mit Bezug auf Sagen der Region Land Hadeln aus den Orten Otterndorf, Wanna/Nordleda, Steinau/Odisheim und Ihlienworth.

## Entstehung und Beschreibung
„Lassen Sie sich an Originalschauplätzen mystisch verzaubern und per Audioerlebnis mit Informationen rund um Otterndorf und die Region füttern.“

Die Idee für die Entstehung des Hadelner Sagenweges stammt von Ortsheimatpfleger Heiko Völker. Im Rahmen eines Förderprojekts „Natur erleben“ wurden 32 Stationen im Land Hadeln errichtet, an denen von Sagen, Geschichten und Naturzusammenhängen „erzählt“ werden sollte. Auf drei Arten kann man dem Sagenweg folgen. An jeder Station ist ein Bild mit QR-Code zu finden. Es kann mit dem Smartphone gescannt werden, dann wird die jeweilige Geschichte abgespielt. An jeder Station befindet sich außerdem eine Telefon-Festnetznummer. Wenn man diese Festnetznummer anruft, wird ebenfalls der Text abgespielt. Und im Internet kann man die entsprechende Geschichte anwählen und dann auf dem Computer anhören.

## Stationen des Weges

### Otterndorf

#### Tourist-Info
An der Tourist-Info (Wallstraße 12) gibt es einen Prospekt vom Sagenweg und Leihgeräte, mit denen man die Beiträge an den einzelnen Stationen abhören kann.

#### Der Totentanz

„Keen nich will diecken, die mutt wieken“ (Denkmal von Frijo Müller-Belecke am Deich in Otterndorf)

Der Geist eines französischen Soldaten erzählt vom Totentanz im Saal einer Gastwirtschaft an der Otterndorfer Schleuse.

#### Knochenarbeit an der Küste (Deichbau)
Ein Baggerführer erzählt, wie in früheren Zeiten Mannschaften von Deichbauern harte Knochenarbeit leisten mussten, um den Hochwasserschutz zu bauen – ohne Bagger, aber mit Karren, die von Menschen oder Pferden auf Holzbohlen gezogen wurden.

#### Die Teufelsbrücke
Der Teufel erzählt von der Schlickbank, die Teufelsbrücke genannt wird. Dort hatte ein Fischer den Teufel überlistet. Wie durch ein Wunder war der Seemann und das Schiff dann gerettet. Nun versucht der Teufel an dieser Stelle, sich an vorbeifahrenden Schiffen festzuhalten. Darum ist Vorsicht geboten.

#### Der Schatz vom Osterhof
An der Stader Landstraße erzählt ein Wachhund von einer riesigen Eiche, an der er sich nie traute, sein Geschäft zu verrichten. Ein Mann fing an, nach einem Schatz zu graben, der dort liegen sollte. Aber dann rannte er davon, weil über ihm an einem seidenen Faden ein großer Mühlstein hing. Als der Mann fort war, sah er keinen Stein mehr im Baum hängen – und es grub auch keiner wieder nach dem Schatz.

#### Allee in Otterndorf
Am Norderwall erzählt der Geist eines Nachtwächters vom Schutz durch den Wall und von den Zellen im Gefängnis am Ostertor.

#### Saatkrähen im Amtsgerichtsgarten
Eine Saatkrähe erzählt, warum es ihr im Amtsgerichtsgarten gut gefällt, dass sie unter Schutz stehen, weil sie viele Insektenlarven vertilgen und dass die Leute in der Stadt den Krach und den Schmutz in Kauf nehmen sollen, den sie und ihre Artgenossen machen.

#### Der Schädel in der Warningsackermühle

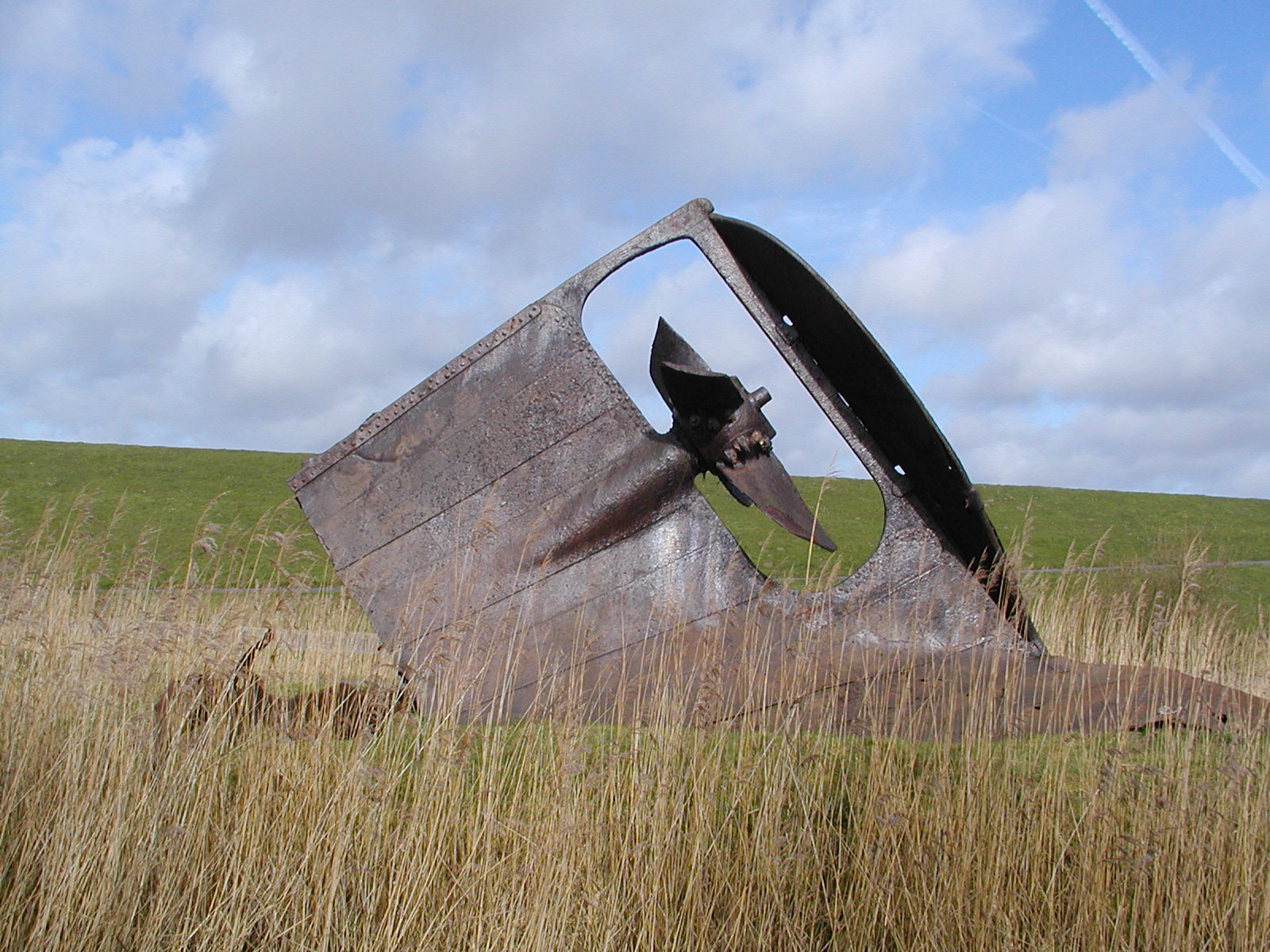
Heck des englischen Dampfers Kaffraria, der 1891 vor Otterndorf strandete

An der Straße nach Altenbruch gibt es den Warningsacker. Dort spricht der Totenschädel des Warningsackermüllers mit dem Besucher auf dem Sagenweg. Als Räuber ihn überfielen, verlangte der Müller von ihnen, sie sollten seinen Kopf abschneiden und neben die Mühle legen. Dann kamen keine Räuber mehr – bis zweimal später Müller den Schädel fortwarfen. Das eine Mal drehte sich die Mühle so schnell, dass sie umzukippen drohte. Der andere Müller bezahlte seine Missachtung des Schädels mit dem Brand des Wohnhauses. „Und seither hielten die Nachfolger den Totenkopf in Ehren.“

#### Piratenschätze
Am Otterndorfer Deich wird von einem Wrack, der Kaffraria, erzählt. Bevor sie an der Einfahrt zur Medem sank, haben die Otterndorfer „Kohlen, Haushaltssachen und Spielzeug“ von Bord geholt – und jede Menge Wolle, aus denen sie Pullover und Unterwäsche gestrickt haben. Damals waren wohl viele Otterndorfer Strandräuber.

### Wanna / Nordleda

#### Der Wannaer See
Der Wannaer See soll als Strafe Gottes für die gottlosen Dorfbewohner entstanden sein. Ein blühendes Kirchdorf sei hier versunken. Noch heute könne man mit einer Stange in der Mitte des Sees die Spitze des versunkenen Kirchturms mit dem Wetterhahn fühlen.

#### Fresenhörn
Im Kirchspiel Nordleda gibt es einen Ort, der Schanze genannt wird. Dort soll sich eine Schlacht zwischen Hadelnern und Friesen aus Land Wursten zugetragen haben. Der Landstrich heißt wegen der Kämpfe mit den Friesen auch „Freesenhörn“.

#### Der Schmied und der Teufel
In der Sagen vom Schmied und dem Teufel geht es wie bei vielen ähnlichen Sagen darum, dass ein Mensch vom Teufel Reichtum bekommt und ihm dafür seine Seele verkauft. Auch in dieser Sage wird der Teufel betrogen.

#### Der Gravenberg

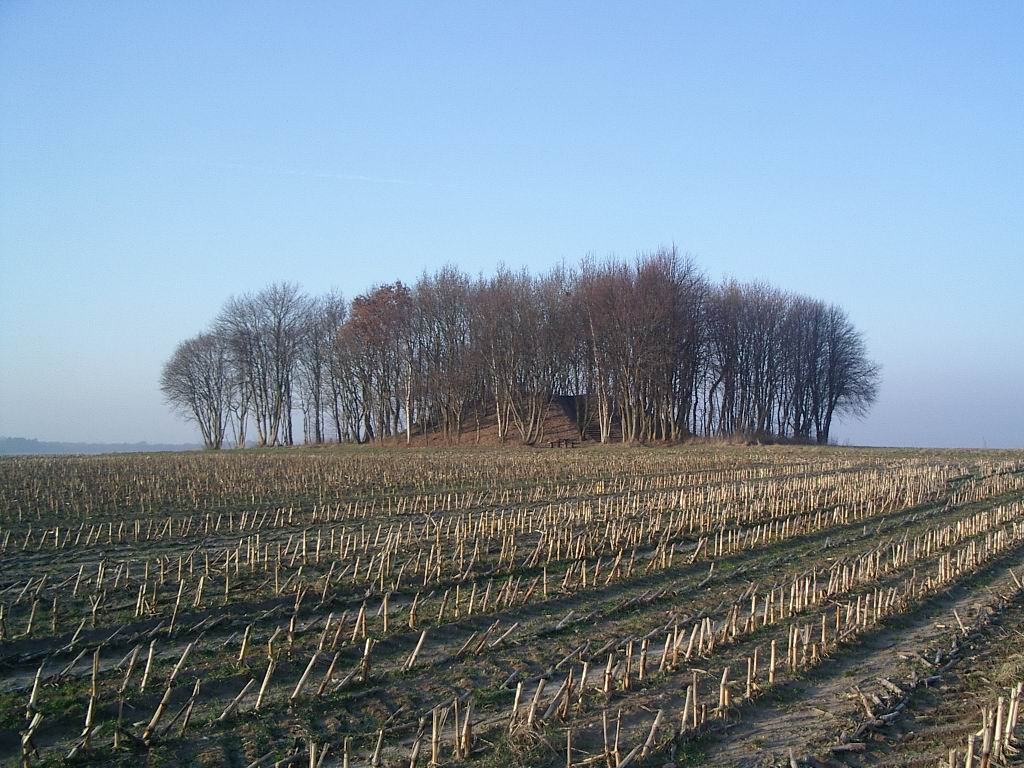
Der Gravenberg bei Wanna

Auf dem Gravenberg im Ortsteil Heringskoop soll es Hexen gegeben haben, die auf Ziegen geritten sind. Eine soll sich über einen Wanderer am Fuße des Berges so erschrocken haben, dass ihr eine Schüssel mit Brei, die sie auf dem Kopf trug, heruntergefallen ist.

#### Der Jungfernberg
In der Johannisnacht kann man am Jungfernberg im Falkenburger Moor einen Schatz heben, wenn man die Jungfrauen im versunkenen Schloss erlöst. Man muss vorher unsichtbar werden – durch Farnsamen im Schuh.

#### Das brüllende Moor
Im Falkenberger Moor brüllt es manchmal – bald hier, bald dort. Man erzählt sich, dass dort ein Ochse versunken sei. Dessen Brüllen schreie nach Befreiung.

#### Das verwandelte Moor
Auf dem Moorerlebnispfad in der Nähe des Flögelner Sees wird erläutert, wie das Moor verwandelt wurde, so dass dort Kühe weiden können und nicht mehr nur Wollgras im Sumpf wächst. Nach der Trockenlegung konnten Kühe im Moor grasen, aber bei der Trockenlegung wird auch CO2 freigesetzt.

#### Kriegsgefangenenlager
Im Ahlen-Falkenberger Moor gab es ein Kriegsgefangenenlager, in dem die Häftlinge arbeiten mussten – wie auch in den Emslandlagern. Deshalb wird hier auf dem Sagenweg auch an das Lied der Moorsoldaten erinnert.

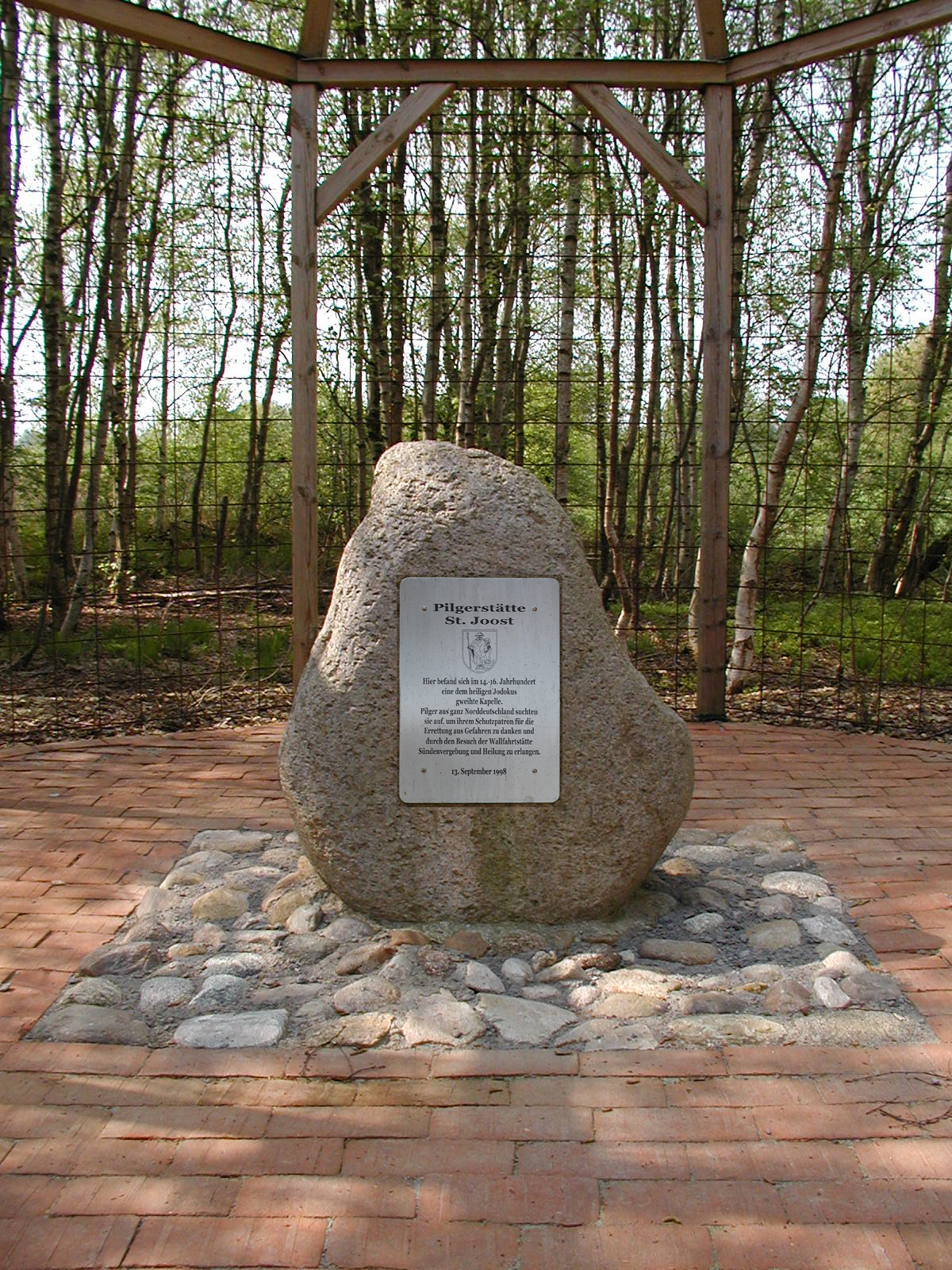
Der Gedenkstein zur Wallfahrtskapelle St. Joost

#### Der Wolfsberg
Südwestlich von Westerwanna gibt es den Wolfsberg. Hier wird die Ausrottung und Wiederansiedlung von Wölfen erläutert.

#### Ochsentour
Der Sage nach ist die Grenze zwischen Wursten und Hadeln von zwei Ochsen bestimmt worden. Sie wurden aneinander gebunden – wo sie sich nach dem Gras fressen zum Wiederkäuen niederließen sollte die Grenze festgelegt sein.

#### Wat? Watt und Watt?
Im Nordledaer Ortsteil Heringskoop wird an der Weidentrift der Unterschied zwischen „Watt“, „Watt“ und „Wat?“ erläutert.

#### MoorIZ
Am Moorinformationszentrum (MoorIZ) werden die Besucher begrüßt, um den Sagenweg zu beginnen – wie an der Tourist-Info in Otterndorf.

### Steinau / Odisheim

#### Gottes Lohn
Die Sage erzählt von einer geizigen Bauersfrau, die armen Leuten nie etwas abgeben wollte. Essensreste mussten immer an die Schweine verfüttert werden. Als sie starb soll sie ruhelos immer auf ihren Hof zurückgekommen sein.

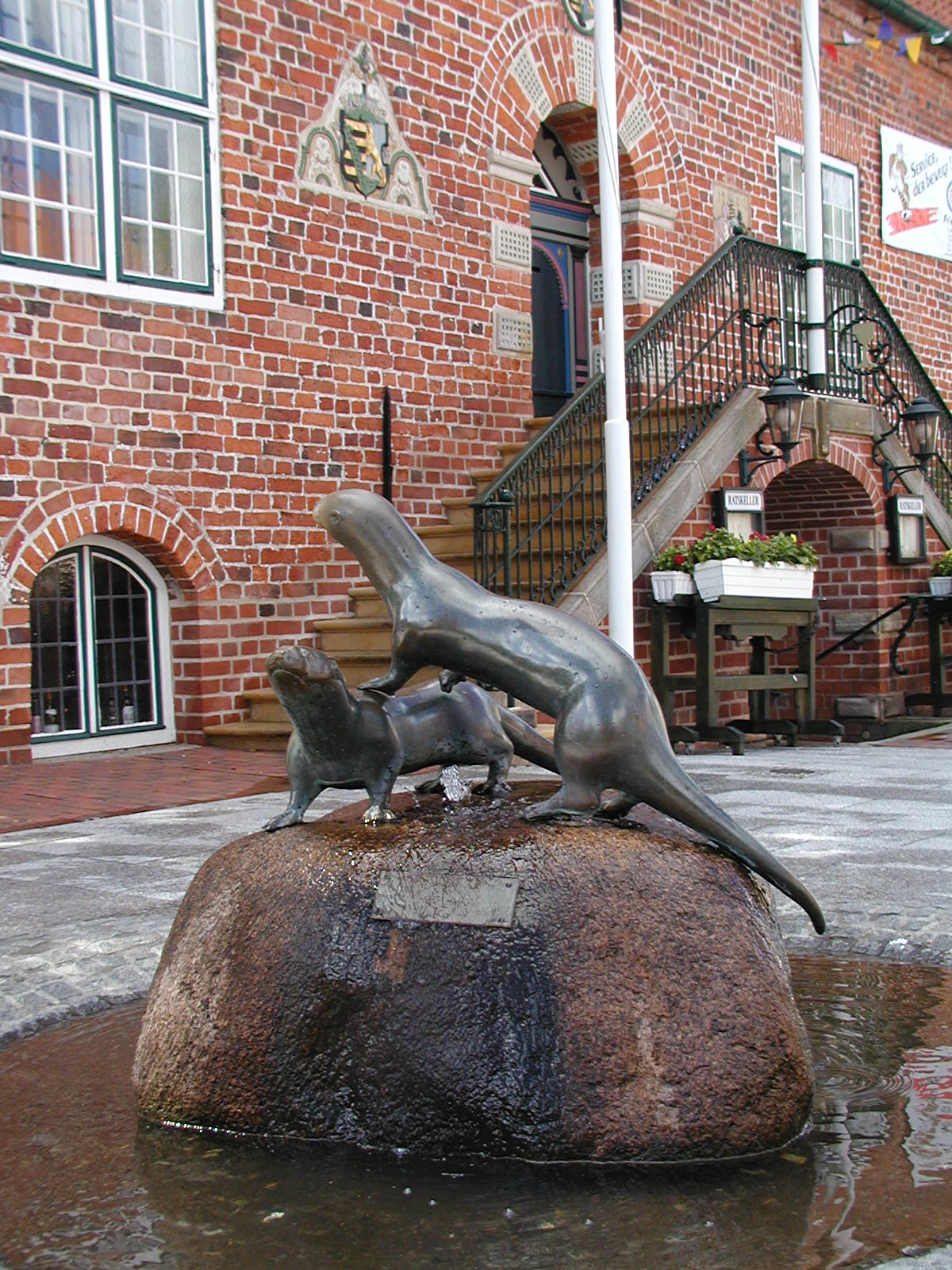
Wappentier von Otterndorf - Otterbrunnen

#### Die Kapelle von St. Joost
Zwischen Odisheim und Stinstedt ist ein Gedenkstein zu Ehren von Pilgern in der Kapelle St. Joost aufgestellt.

#### Das Wappentier von Otterndorf

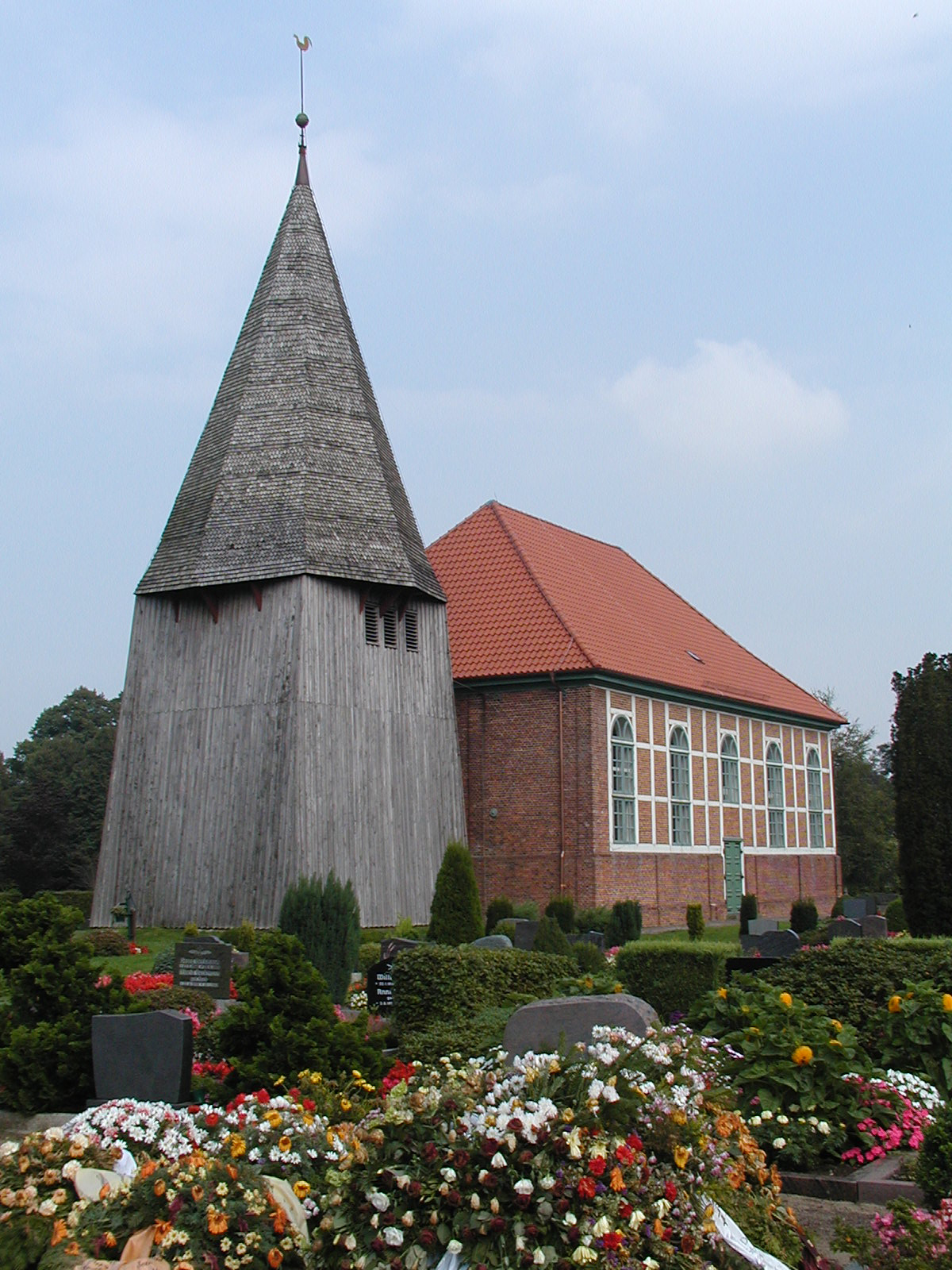
Kirche in Steinau

An der Stele über das Otterndorfer Wappentier, den Otter, wird erwähnt, dass er vor einiger Zeit als ausgestorben galt, die Fischer hatten was gegen ihn, die Wasserqualität war nicht gut und aus seinem Fell wurden Mäntel oder Kragen gefertigt. Nun darf der Otter nicht mehr gejagt werden. Und wenn man ihn auch tagsüber nicht zu Gesicht bekommt, er ist ein Nachttier, findet man inzwischen doch wieder Spuren, die belegen, dass der Otter auf dem Vormarsch ist.

#### Der Steinauer Kirchenbau
Die Steinauer zogen nach der Sage um. Ihr alter Ort Stendorf versumpfte. Über den Standort der neuen Kirche konnten sie sich nicht einigen, weil sie weit auseinander siedelten und es keinen Ortsmittelpunkt gab. Schließlich band man einem Schimmel ein Bild des Kirchenpatrons, des heiligen Johannes, auf den Rücken. Wo der Schimmel anfinge, zu grasen, sollte die Kirche neu aufgebaut werden. So geschah es, und der neue Ort wurde ähnlich dem alten Namen genannt: Steinau.

#### Möllersch Karstens
An der „Osterseite des Kirchspiels Steinau“ lebte ein Müller, dessen Frau eine Milch- und Butterwirtschaft betrieb. Ihre Butter war beliebt. Sie fing an, die Leute zu betrügen, indem sie ihnen immer etwas weniger Butter gab, als sie bezahlt hatten. Ein Spökenkieker teilte den Leuten eine Vision mit: Ein Sarg kam auf dem Wasserwege zum Friedhof, dahinter der trauernde Müller. Als die Müllerin wirklich starb, saß ein Geist auf dem Sarg, der eine Waage trug und damit Butter abwog. Und auf der Grabstelle sah man häufig den Geist der Müllersfrau.

#### Die Hexenmühle zu Steinau
Von der Mühle in Norderende-Steinau erzählt man sich, dass die Knechte immer wieder über Nacht starben. Als keiner mehr Knecht werden wollte, fand sich einer, der den Job antreten wollte, wenn er einen Schmalztopf und einen Säbel bekäme. In der Nacht kamen drei Katzen zu ihm, die sprechen konnten: „Wollen wir - so wollen wir!“ sagten sie und sprangen auf den Müllerburschen zu. Der warf mit dem Schmalztopf nach ihnen und als die Katzen davonliefen schlug er der letzten mit dem Säbel die Vorderpfote ab. Am nächsten Morgen lagen auf der Treppe zwei menschliche Finger und die Müllerin wurde vom Arzt behandelt – ihr fehlten zwei Finger an der rechten Hand. Vom nächtlichen Spuk blieb der Müllerknecht von nun an verschont.

### Ihlienworth

#### Die hillige Wurt

Dorfwurt mit der Willhadikirche in Ihlienworth

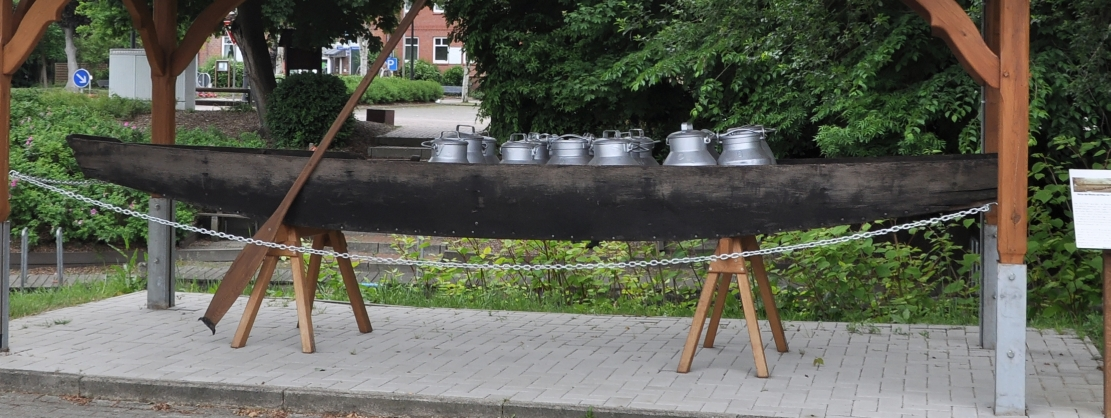
Eine Flöte in Ihlienworth

Der Name Ihlienworth soll so entstanden sein: Willehad, der spätere Bischof von Bremen, missionierte den Gau Wigmodien, in dem auch Ihlienworth lag. Er brachte die Leute dazu, auf ihrer Dorfwurt, die sie gegen die Hochwasser errichtet hatten, eine mächtige Kirche zu bauen. Später nannte man sie die „hillige Wort“ – das klingt so wie heute Ihlienworth.

#### Flöte
Die Flöten in Ihlienworth waren nicht zum Musizieren, sondern die Flöten in Ihlienworth waren Flöße, kleine Boote, mit denen die Hadelner bei Hochwasser alles beförderten. Sogar die Toten wurden auf den Flöten transportiert. An der Kirche in Ihlienworth kann man noch die „Totentreppe“ ansehen, an der die Flöten anlegten, wenn sie einen Toten zur Kirche brachten.

#### Das platte Land und seine Hügel
Das „Sietland“ ist plattes Land. Von dort geht es zur Nordsee hinauf, wo das Meer Sedimente angelagert hat. Damit die Sietländer das Wasser loswurden, wurden überall Gräben gebaut. Die Gräben muss man immer wieder ausheben. Die Erde wurde dann auf die „Beete“ zwischen den Gräben geworfen – dort entstanden allmählich Hügel.

#### Fischlehrpfad
Vom Stichkanal bis zum Hadelner Kanal ist ein Fischlehrpfad angelegt, an dem man sich über Lebensweise, Größe und Nahrung von Fischen informieren kann. Auf dem Sagenweg wird hier das Märchen Vom Fischer und seiner Frau erzählt.

#### Raus aus dem Sumpf
„Im Sietland sieht es ja aus wie in Holland“ – um das Land nicht versumpfen zu lassen, wurde es durch schnurgerade Gräben, den „Weddern,“ entwässert. Daneben läuft meistens eine Straße und auf beiden Seiten stehen die Häuser. Über die Kanäle gibt es immer kleine Brücken von einer zur anderen Seite.